# Audi Coupé GT
L'Audi Coupé GT est un coupé dérivé de l'Audi 80 de seconde génération (B2, type 81-85), il est apparu au catalogue en septembre 1980, soit 6 mois après son dérivé hautes performances, l'Audi quattro.

## Historique du modèle

### Phase 1 (1981-1984)

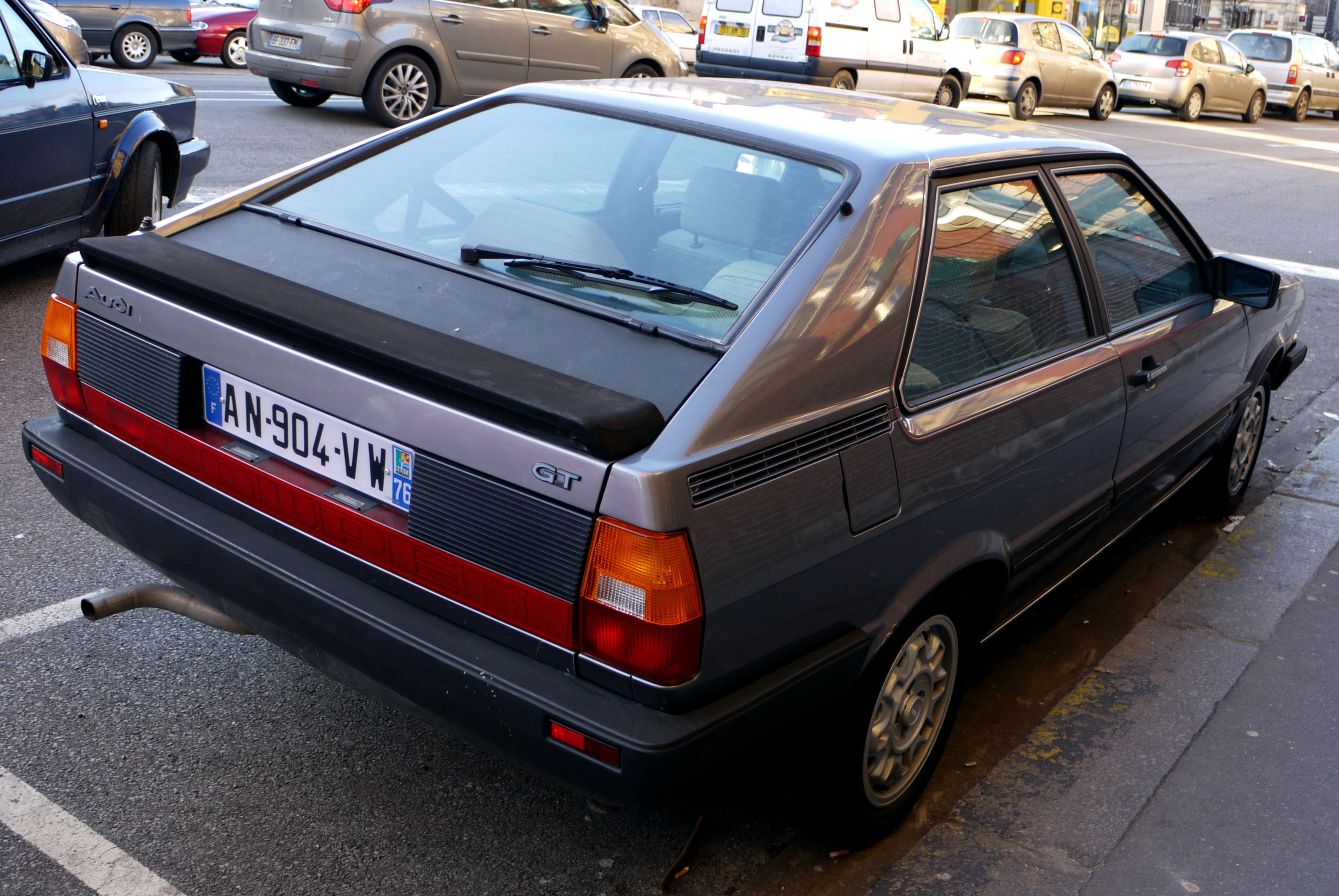
Vue arrière

Après sa présentation au Salon de Paris en mars 1980, la production de l'Audi Coupé a commencé en août 1980 et l'Audi Coupé était disponible chez les concessionnaires à partir d'octobre. La carrosserie de l'Audi Coupé est la même que celle de l'Audi 80 jusqu'à la ceinture de caisse, l'avant ne diffère pas jusqu'au montant A, à l'exception des phares.
Au-dessus de la ceinture de caisse, la Coupé a un pare-brise plus plat et des vitres latérales plus plates que ceux de l'Audi 80 et elle a aussi un petit hayon. Une caractéristique frappante sont les feux arrière hauts et étroits, entre lesquels se trouve un panneau noir nervuré. En dessous de ce panneau passe une bande continue rouge et lumineuse (avec un lettrage "Coupé" derrière), similaire aux anciens modèles de Porsche 911. Elle était disponible en "GT" avec des moteurs cinq cylindres ou en "GL" avec les moteurs quatre cylindres, bien connus, de l'Audi 80 B2.
Les doubles phares rectangulaires sont entourés de contours chromés, similaires à ceux de l'Audi 200 C2, les clignotants et les feux antibrouillards (disponibles en supplément) sont intégrés au pare-chocs. Des grilles de ventilation généreusement dimensionnées sont intégrées dans le montant C. À l'exception de la Coupé quatre cylindres de 1,6 l (plus tard de 1,8 l) et 75 ch, tous les modèles avaient de série un aileron arrière plat en plastique noir, en mousse de polyuréthane sur les premiers modèles, puis creux sur les modèles ultérieurs. Le Coupé GL de 1982 avec le nouveau moteur 1,8 l de 90 ch possède également ce becquet.
À partir de l'automne 1982, il y avait de nouveaux phares mieux éclairants avec deux réflecteurs sous une lentille verticale commune. Un nouveau système électrique central, provenant de l'Audi 100 Type 44, avec une plaque de sécurité dans le réservoir d'eau a également été installé. En août 1983, l'économètre du tableau de bord Audi est remplacé par une jauge de température du liquide de refroidissement.
Dans les premières années de construction, les Coupé avec équipement GT étaient toujours proposés en deux couleurs, sous les pare-chocs/bandes de protection latérales, la carrosserie était recouverte tout autour d'un film d'une teinte plus foncée (par exemple blanc/gris). Les modèles de base (GL), en revanche, étaient conçus en une seule couleur, le modèle de 75 ch était livré d'usine sans bas de caisse avant.

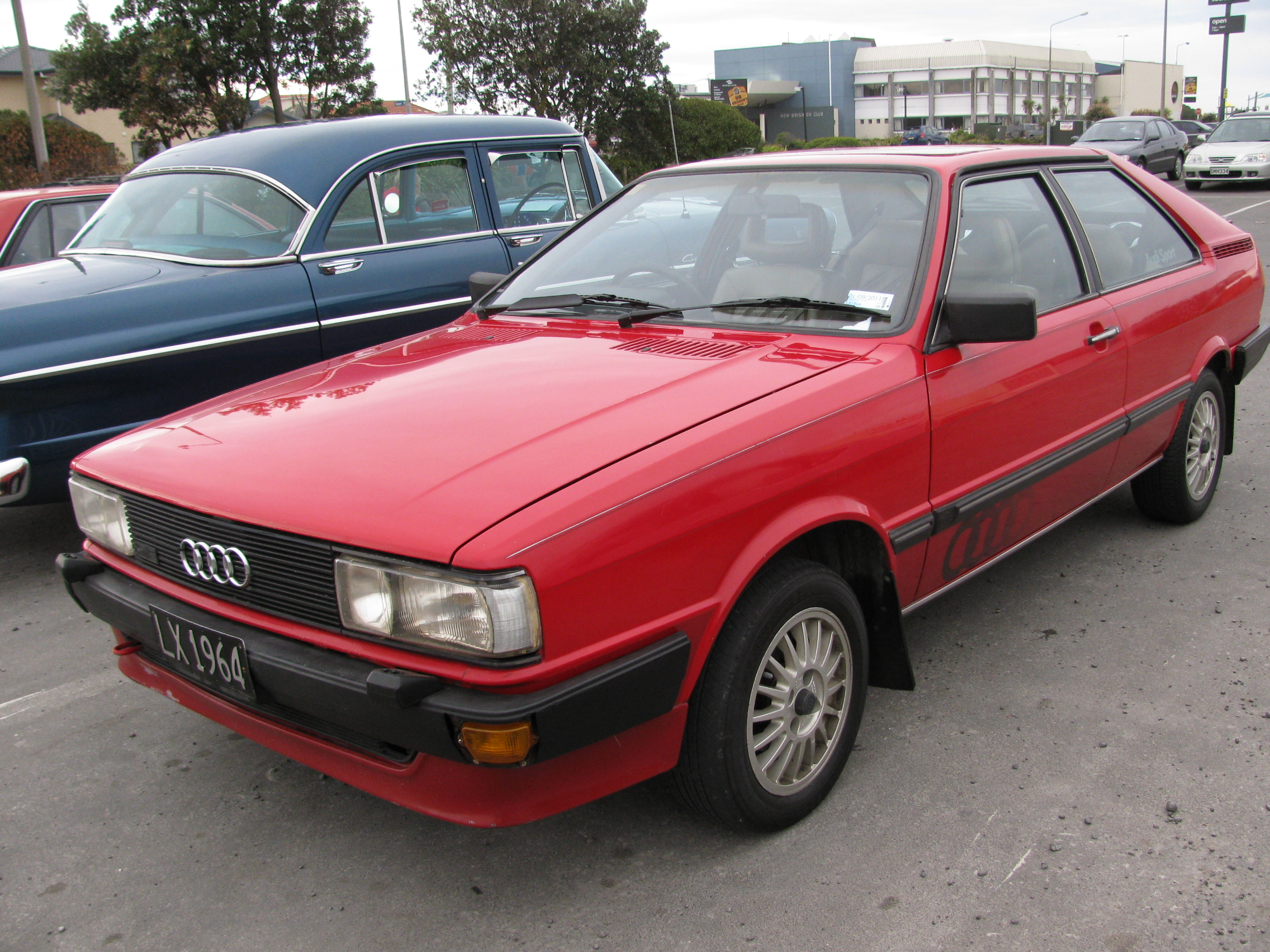
Audi Coupé (1982–1984)
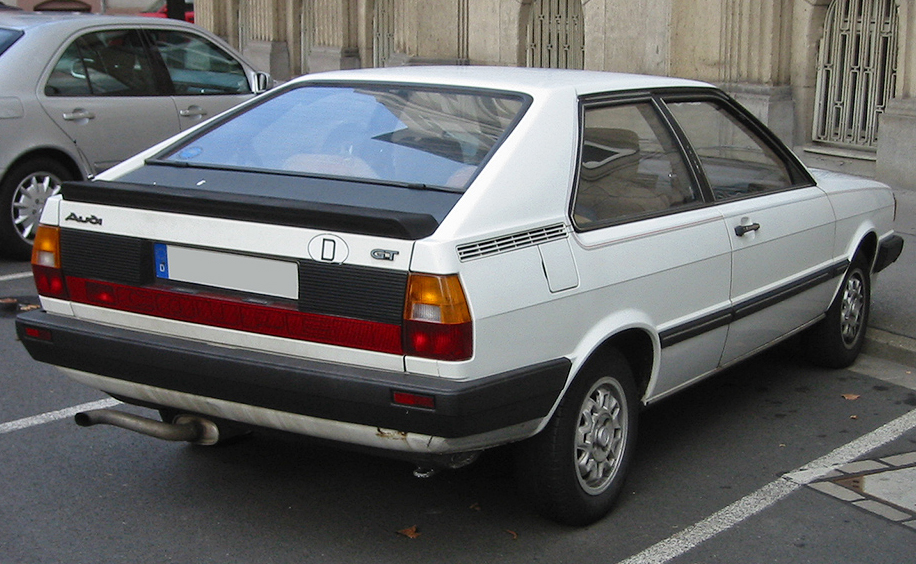
Vue arrière
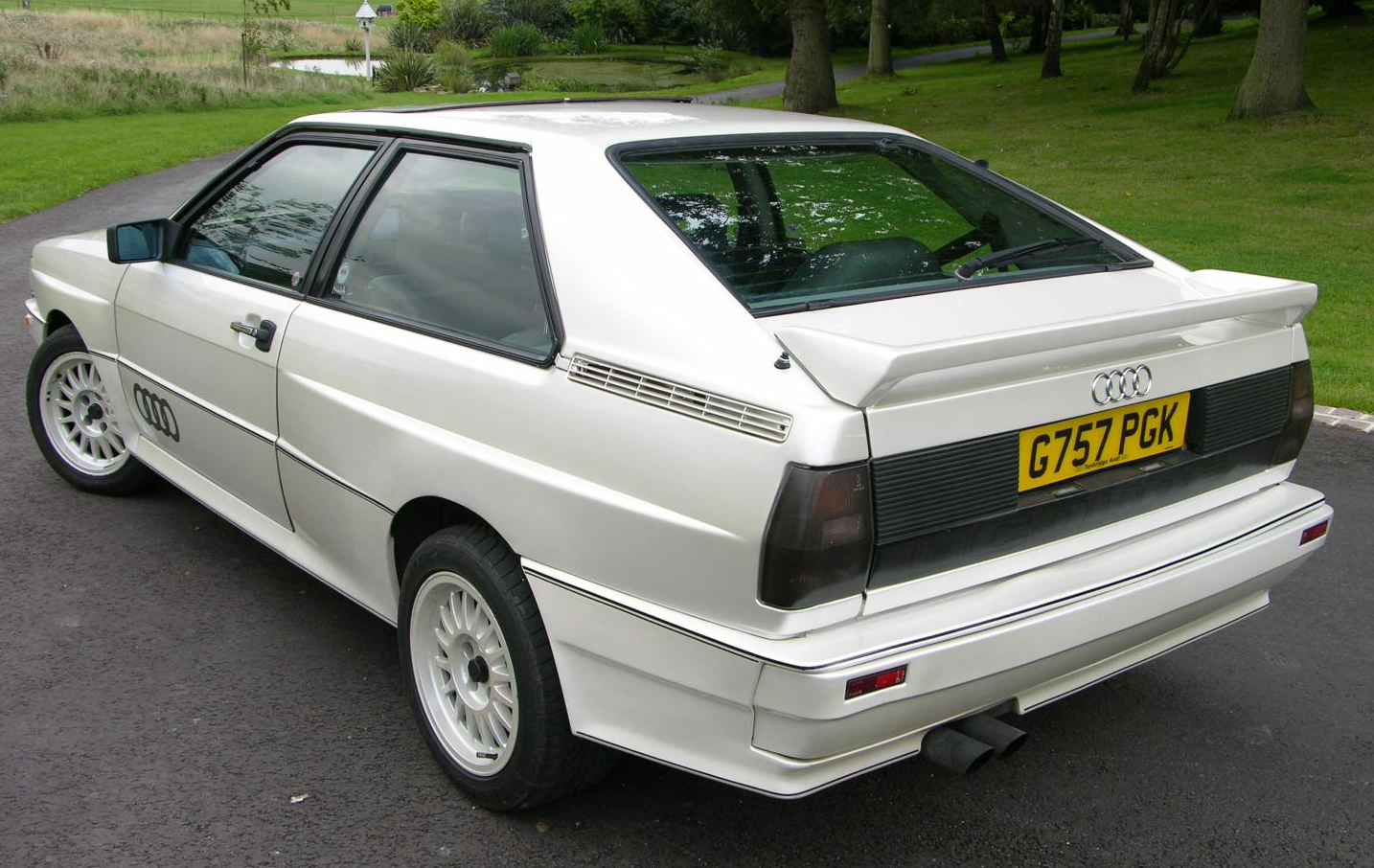
Coupé sur base d'Audi quattro

Dès son lancement, il est équipé d'un 5 cylindres à carburateur de 1 921 cm3 développant 115 ch (Moteur WN) et pourvu d'une bien peu sportive boîte de vitesses 5 rapports économique (4+E - dernier rapport surmultiplié afin d'abaisser la consommation) et porte le nom de Coupé GT 5S.
Ses performances sont une vitesse maximale de 182 km/h (en 4e) et un 0 à 100 km/h en 10,2 s.
La tenue de route est considérée comme excellente et le son du 5 cylindres est plaisant mais la boîte de vitesses ainsi que l'efficacité des freins déçoivent.
En effet, la suspension est confiée à des ensembles pseudo-MacPherson à l'avant et un essieu semi-rigide en U guidé par une barre Panhard à l'arrière, le tout équipé de combinés ressorts-amortisseurs et de barres anti-roulis.
Les freins sont composés de disques pleins à l'avant et de tambours à l'arrière.
Pour 1983, une seconde version voit le jour : le Coupé GT 5E, il est équipé du moteur 2 144 cm3 à injection Bosch K-Jetronic de l'Audi 100 qui développe ici 130ch (moteur type KE) et reçoit une boîte de vitesses à 5 rapports courts ainsi que des disques de frein ventilés à l'avant.
Les performances font un bond avec une vitesse maximale de 196 km/h et un 0 à 100 km/h en 9,1 s.
Durant 1983, le GT 5S devient aussi GT 5E en échangeant son 1,9 L à carburateur par un 1 994 cm3 à injection développant la même puissance mais consommant moins et ayant une courbe de couple bien plus plate (moteur type JS).
Il a existé également un Audi Coupé GL (non disponible en France) équipé des 1,6 L et 1,8 L de 75 ou 90ch de l'Audi 80 (moteurs DT et DS) et doté d'un équipement plus simple…

### Phase 2 (1985-1988)
Le deuxième et plus vaste lifting d'usine a eu lieu pendant les vacances en août 1984. Les modifications stylistiques les plus importantes sont : de nouveaux pare-chocs et jupes latérales, couvercles de seuil en plastique et montés en deux parties et les parties avant et arrière sont donc globalement plus massives et la calandre et les verres de phares sont biseautés pour illustrer un air de famille avec l'Audi 100/200 C3 (Type 44) plus aérodynamique. Les feux arrière et la bande continue lumineuse deviennent noirs. Le becquet arrière, plus imposant, provient maintenant de l'Audi Quattro - initialement en noir, les becquets des modèles ultérieurs sont disponibles en couleur carrosserie. De nouvelles jantes (Ronal R8 au lieu d'ATS) voient aussi le jour. L'habitacle est également légèrement redessiné avec un tableau de bord capitonné et dispose de nouveaux coloris. Le design bicolore des modèles GT a été abandonné.
La "Coupé GL" (avec un moteur quatre cylindres) est resté au programme et elle était désormais simplement appelée "Audi Coupé". Elle ne différait des modèles cinq cylindres que par des détails. À l'intérieur, le couvercle du compteur de vitesse a été modifié et les sièges en velours de l'Audi 80 ont été utilisés, mais les sièges sport, connus, de la GT étaient disponibles moyennant un coût supplémentaire. L'intérieur GT a été installé dans un modèle quatre cylindres spécial, l'"Audi Coupé exklusiv" de 1986, à partir de l'année modèle 1987, l'Audi Coupé avec moteurs quatre cylindres a été mis à niveau avec le même équipement que l'Audi Coupé GT.
À partir de fin 1984, la Coupé est également disponible, moyennant un supplément, avec la transmission intégrale permanente quattro. Ce modèle se nommait alors Coupé quattro, à ne pas confondre avec sa grande sœur à moteur turbo qui est nommée seulement Audi quattro et dont elle ne reprend que la transmission intégrale mais avec un étagement différent.

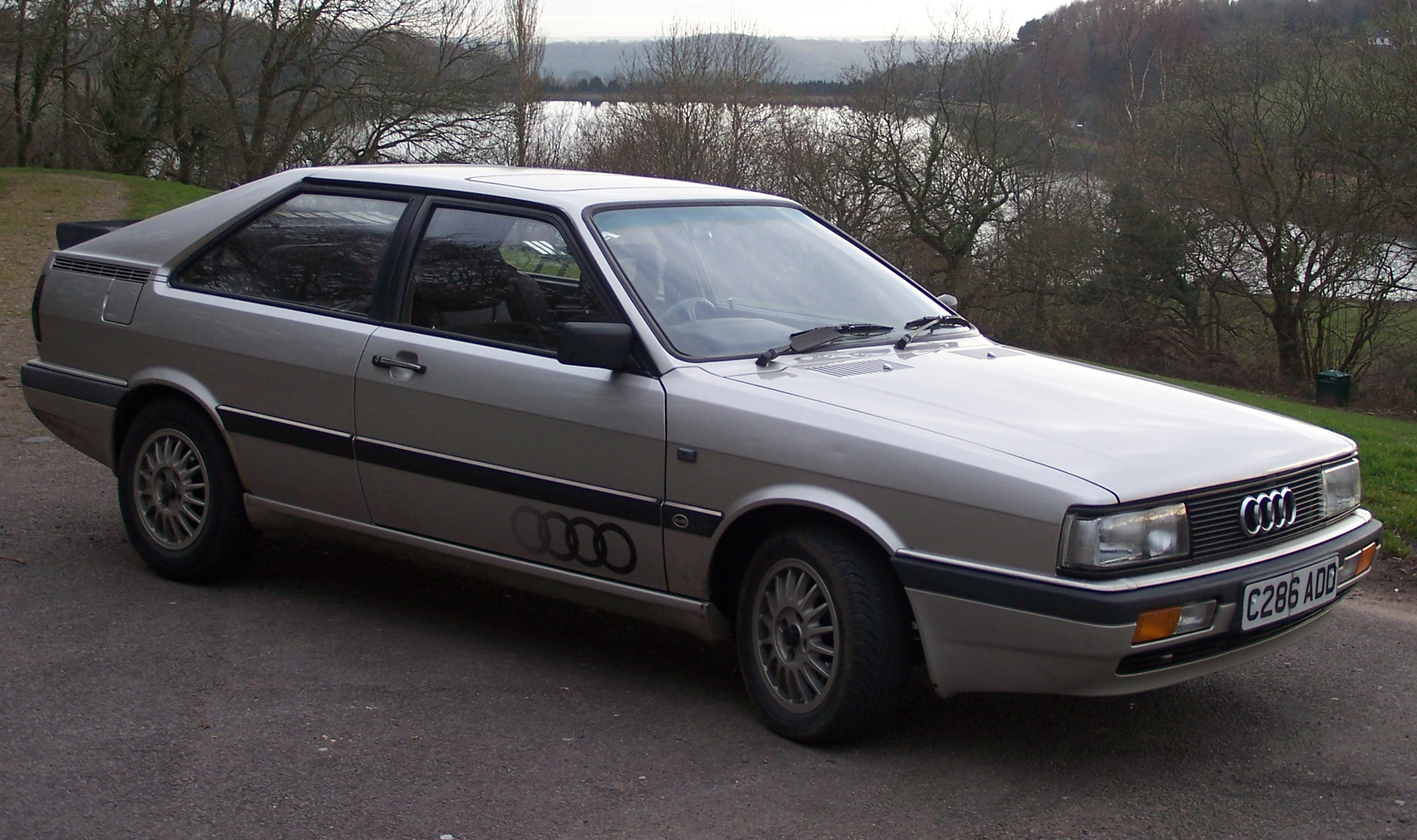
Audi Coupé (1984–1988)
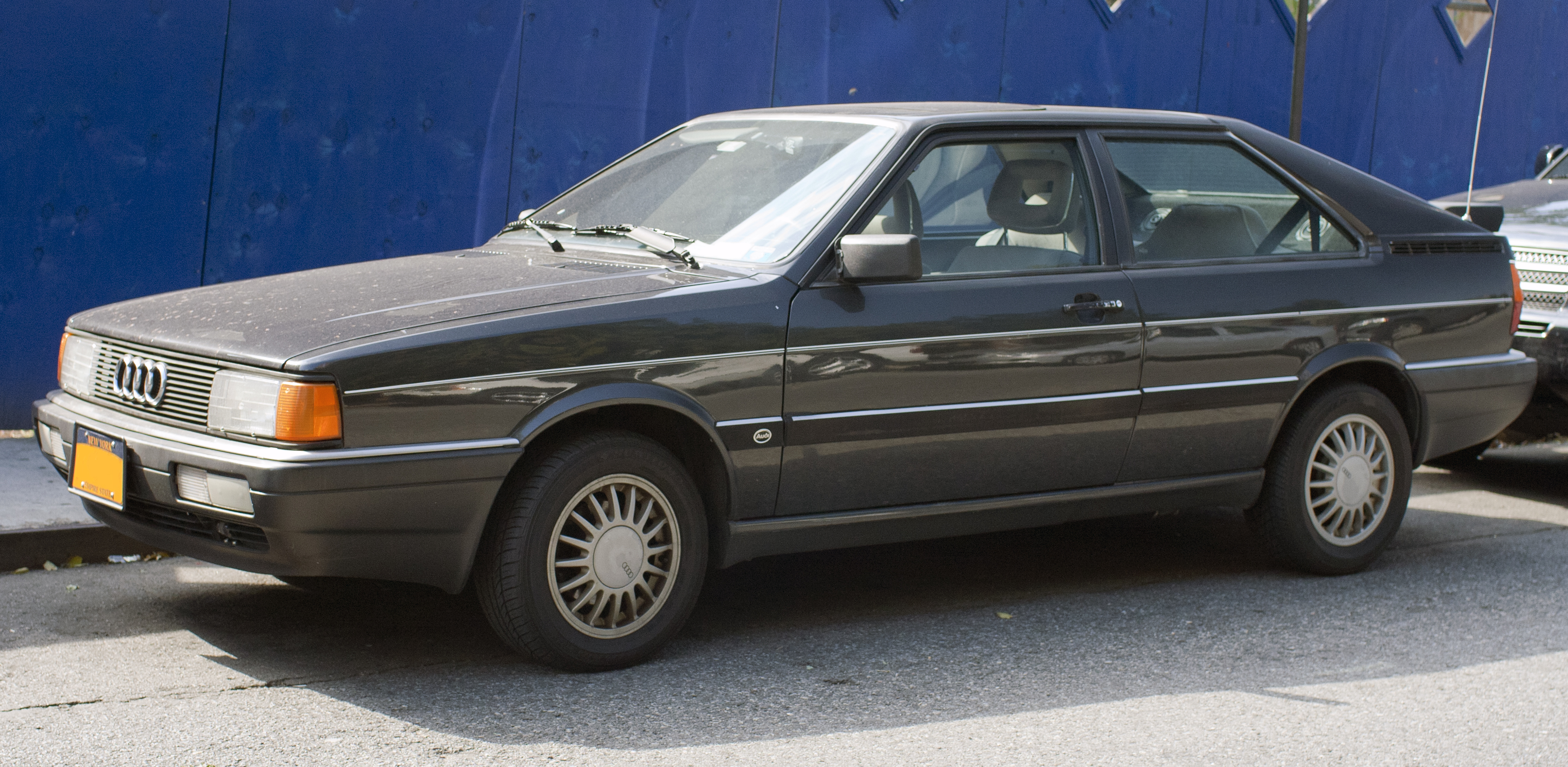
Audi Coupé, version américaine (1984–1988)
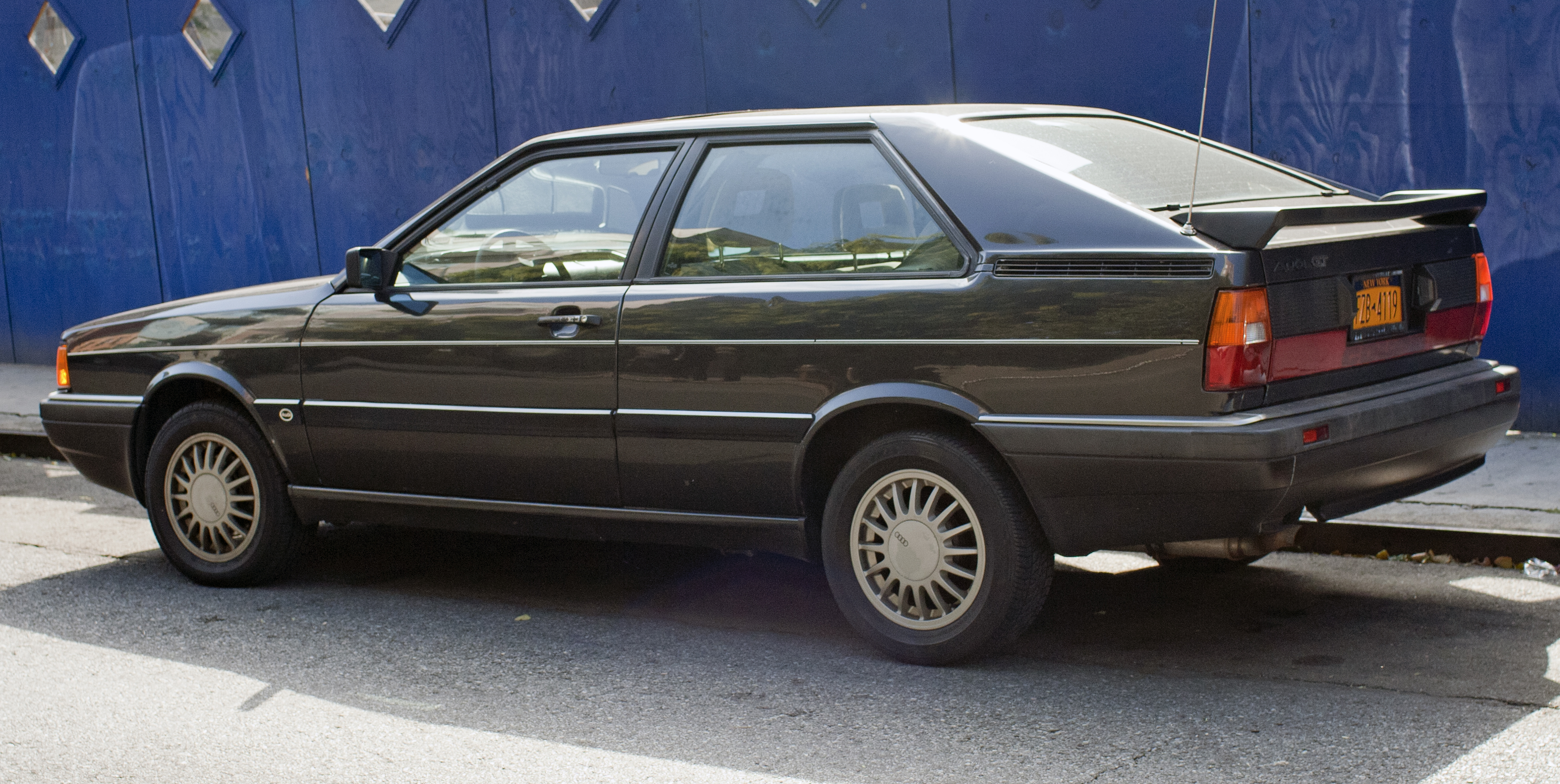
Audi Coupé, version américaine (1984–1988)

Le 2 144 cm3 est remplacé par un 2 226 cm3 (moteur type KV) plus « coupleux » et qui fait gagner 6 ch à la version la plus puissante (202 km/h en pointe et 8,6 s de 0 à 100 km/h). Ce moteur est accompagné d'une boîte de vitesses au rapport de pont rallongé, à des freins plus gros et dotés de disques à l'arrière et (notamment pour la France) de répétiteurs de clignotants sur les ailes avant.
Le 2,0 L reçoit, lui, la boîte courte du premier GT 5E ainsi que les freins avant du moteur KV et une version d'entrée de gamme du GT voit le jour, équipée du 1 781 cm3 à carburateur de 90 ch de la version GL et de l'Audi 80 (type DS).
Pour le millésime 1987, le 1 994 cm3 est remplacé par le moteur de l'Audi 80 GTE, soit un 1 781 cm3 à injection développant 112 ch (type DZ) et équipé d'une boîte très courte issue aussi de la GTE. Les performances annoncées sont une vitesse maximale de 187 km/h et un 0 à 100 km/h en 9,2 s (au lieu de respectivement 189 km/h et 9,5 s).
Plus aucune évolution n'apparaîtra jusqu'à la fin de la production en septembre 1987, le Coupé GT étant remplacé par l'Audi Coupé, basé sur l'Audi 80 B3.
Pour 1985, une version quattro 20 soupapes fut étudiée, équipée du 2l de la future 90 20V (moteur NM) de 160ch mais les performances trop proches de la version 10 soupapes (0 à 100 en 8,5 secondes et 205 km/h au lieu de 8,9s et 202 km/h) et surement un prix trop élevé n'ont pas permis de la voir produite.

### Mises à jour
- 05/1981 : De mai à août 1981, un moteur à carburateur de 1,6 litre et 75 ch et un équipement GL étaient disponibles.
- 08/1981 : Nouveau moteur 1,8 L de 75 ch.
- 03/1982 : Un moteur à injection de 2,2 litres et 130 ch, la direction assistée de série et des jantes alliage de 14 pouces complètent la gamme.
- 09/1982 : Un moteur quatre cylindres à carburateur de 1,8 l et 90 ch et des phares modifiés sont introduits, ajout de la nouvelle centrale électrique.
- 06/1983 : Modèle spécial de 130 ch avec intérieur en cuir beige, appelé "Gold Edition" par les passionnés.
- 09/1983 : Le moteur à carburateur 5S de 1,9 l est remplacé par un moteur à injection 5E de 2,0 l et il est tout aussi puissant.
- 08/1984 : La Coupé fait peau neuve. Les modifications incluent des phares légèrement inclinés, feux arrière noirs, pare-chocs plus volumineux peints en couleur carrosserie, aileron arrière plus grand, intérieur changé et un tableau de bord révisé.
- 04/1985 : Modèle spécial Audi Coupé quattro en graphite avec intérieur en cuir rouge (aussi appelé « Michele Mouton »).
- 08/1985 : Introduction de nouvelles alternatives de moteur avec contrôle des émissions.
- 05/1986 : Modèle spécial "Extra-Ausgabe" - modèles avec moteur quatre cylindres et intérieur GT.
- 08/1986 : Les modèles quatre cylindres deviennent également l'Audi Coupé GT avec l'équipement approprié. Le moteur quatre cylindres à injection de 112 ch (moteur G-KAT) est nouveau et remplace le 5 cylindres de 2,0 litres.
- 10/1987 : La production est arrêtée.

## Variantes du modèle
- Type 81 (traction avant)
  - Audi Coupé GL
  - Audi Coupé GT
  - Audi Coupé GT 5S
  - Audi Coupé GT 5E

- Type 85 (traction intégrale ou quattro)
  - Audi Coupé quattro

Jusqu'en août 1984, l'Audi Coupé n'était disponible qu'avec une traction avant, en tant que Type 81. Avec la révision d'août 1984, la Type 85 avec transmission quattro était également proposé.

## En compétition

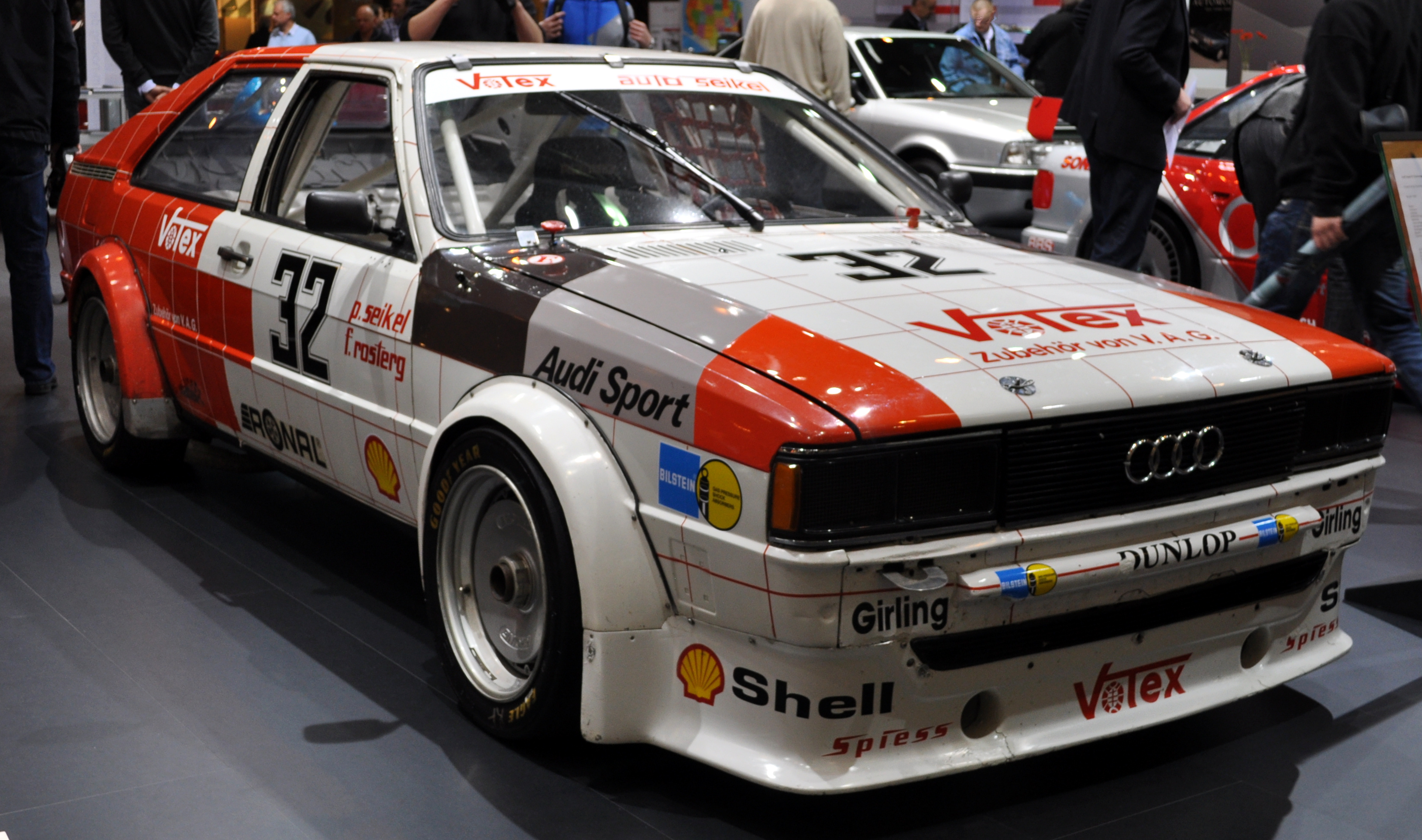
Voiture de course de tourisme du "Groupe 2" basée sur l'Audi Coupé

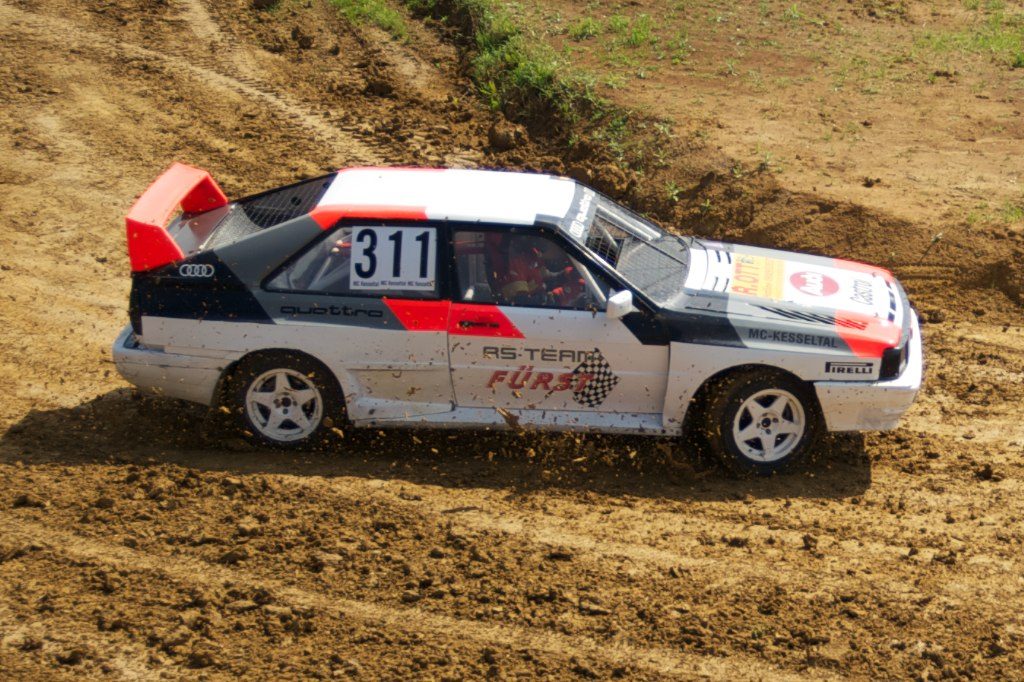
Andreas Fürst dans son Audi Coupé B2 20V Quattro en septembre 2011 lors de la course DM sur le Kesseltalring à Brachstadt.

Dès son lancement, le coupé GT a attiré la curiosité de préparateurs (dont Kameï ou Nothelle) en vue de le faire courir notamment sur circuit. Certaines compétitions sur circuit ont vu arriver des versions affutées du coupé rabaissées et équipées de kits aérodynamiques, équipées de moteurs préparés grâce à une rampe de 5 carburateurs de moto ou grâce à une injection Kugelfisher permettant de faire grimper la puissance du 1,9 (souvent monté à 2 litres) ou 2,1l à 185 voire 220 ch, pour un poids de 900 kg.
Au cours de la saison 1981, le concessionnaire Audi Willi Bergmeister a engagé une Audi Coupé dans le Championnat d'Europe FIA des voitures de tourisme et il a remporté la course à Zolder. La voiture a été construite selon la réglementation en vigueur à l'époque pour le Groupe 2. Le moteur produisait 225 ch. Cela lui a permis d'atteindre une vitesse de pointe d'environ 245 km/h. La voiture appartient maintenant à Audi AG.
En 1987, pour seconder la nouvelle Audi 200 dans le championnat du monde des rallye (Groupe N), Audi fournit à des écuries privées (comme Gemini) des Audi coupé quattro préparés pour concourir dans cette catégorie. Ils auront quelques petits succès, notamment aux mains de pilotes comme Hannu Mikkola ou John Buffum.
Au cours de la saison 2011, Andreas Fürst a engagé une Audi Coupé nouvellement construite dans le championnat allemand d'autocross.